# Tullio Petrozzani
Tullio Petrozzani (Mantova, 1538 – 1609) è stato un politico e religioso italiano.

## Biografia

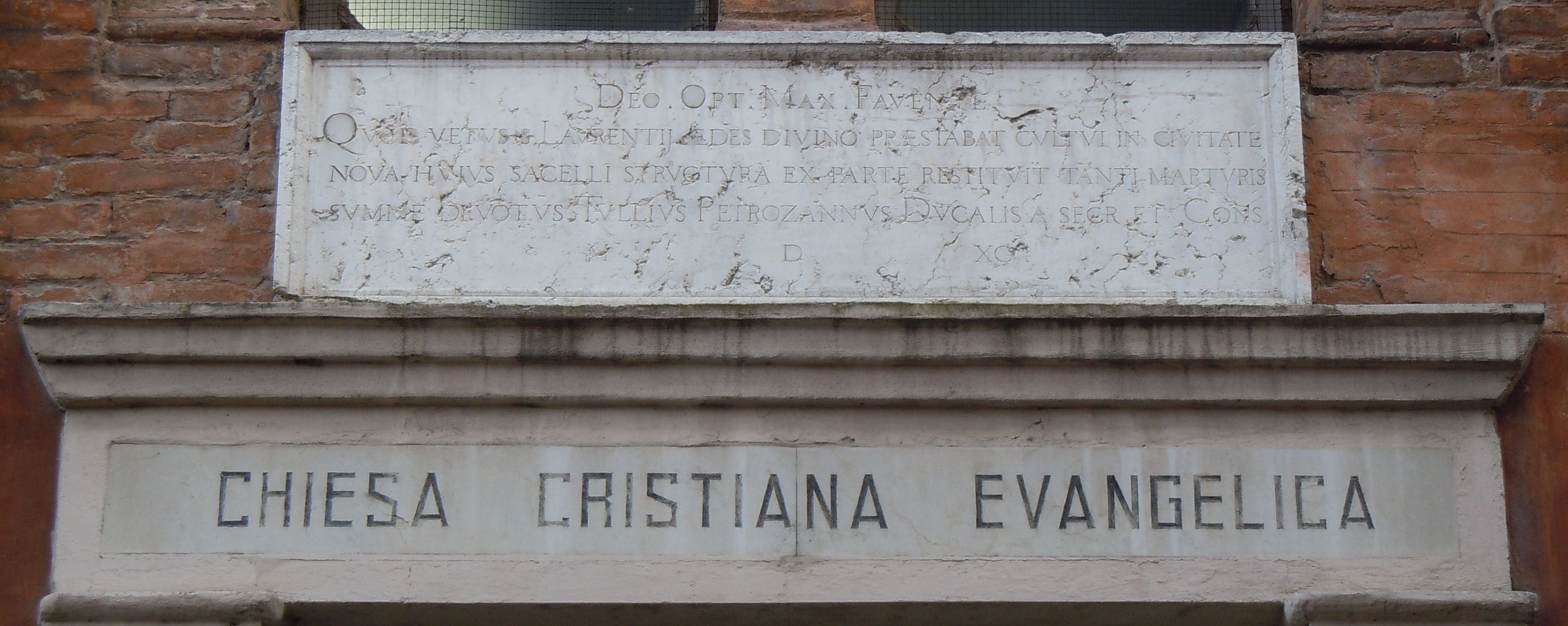
Mantova, chiesa di San Lorenzo, lapide a Tullio Petrozzani

Appartenente alla nobile famiglia mantovana Petrozzani, fu giureconsulto alla corte dei Gonzaga, per i quali ricoprì numerosi incarichi. Fu gran cancelliere dell'Ordine del Redentore, istituito dal duca Vincenzo I Gonzaga nel 1608.
Intraprese la carriera ecclesiastica nel 1580 diventando primicerio della basilica di Sant'Andrea. Fece edificare a Mantova nel 1590 la chiesa di San Lorenzino, su progetto dell'architetto cremonese Giuseppe Dattaro. Nel 1594 venne infeudato da Vincenzo Gonzaga del feudo di Villa San Secondo, nel Monferrato e nel 1602 di Odalengo Grande.
Morì nel 1609 e fu sepolto nella cappella posta nella basilica di Sant'Andrea di Mantova, alla quale aveva lavorato il pittore Antonio Maria Viani.